# Dinastia dels Hohenzollern
Els Hohenzollern és una de les famílies reials més remarcables d'Europa des de l'edat mitjana. Des del segle xiii i fins al 1918 han ostentat ininterrompudament importants quotes de poder en diferents principats alemanys i en altres territoris europeus.

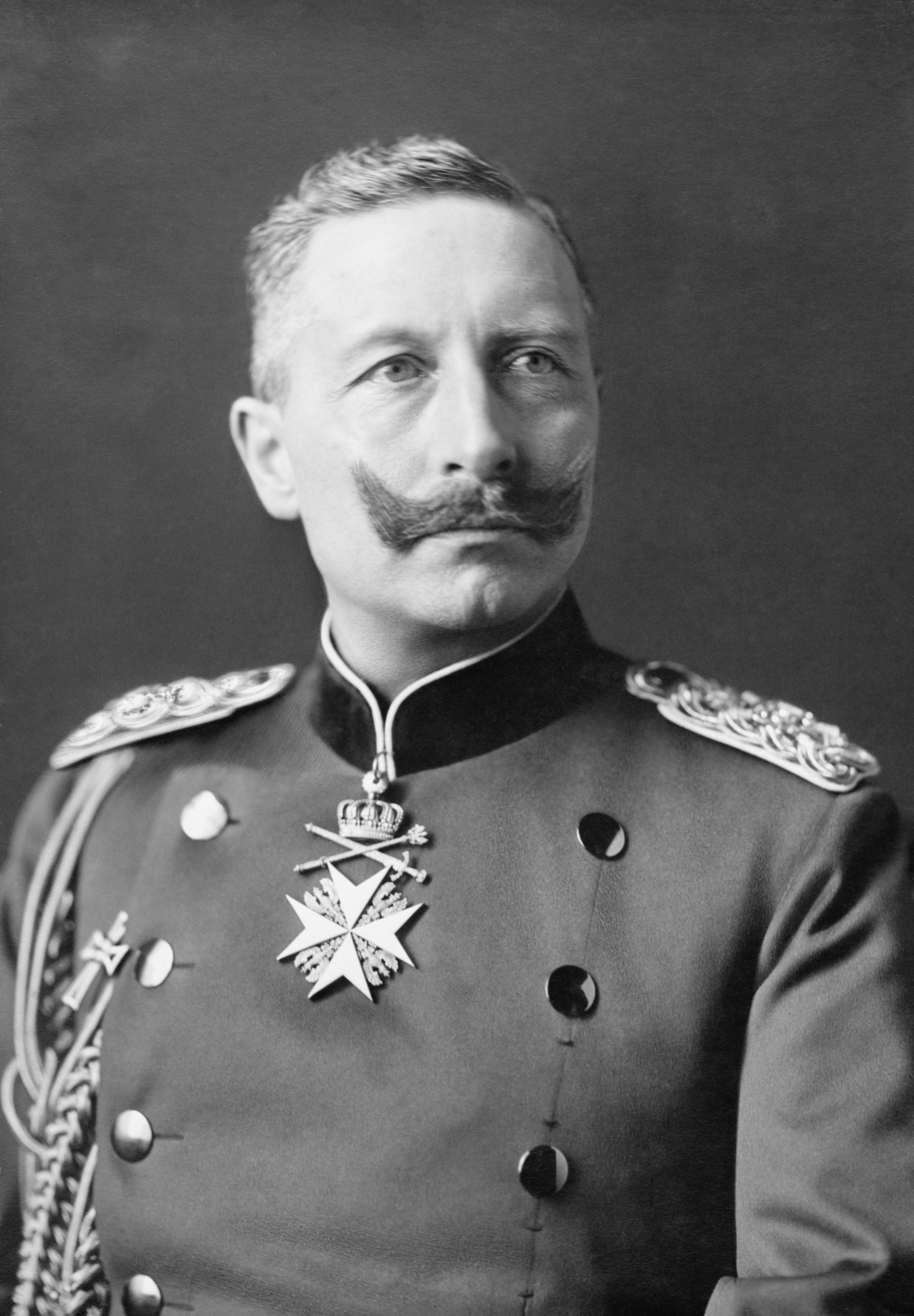
Wilhelm II

El cognom Hohenzollern prové del sud d'Alemanya, de la històrica regió de Suàbia, i és compost pel prefix Hohen i pel nom Zollern. Mentre la paraula Zollern fa referència al castell originari de la família, el prefix Hohen denota la importància del llinatge; són altres també les famílies sobiranes que afegiren aquest prefix al seu cognom: Hohenlohe, Hohenstaufen o Hohenberg.
El lema familiar és Nihil sine Deo que traduït significaria Res sense Déu. Al segle xiii la família dels Hohenzollern es dividí en tres branques. Mentre dues branques passaren a governar dos petits principats de la regió de Suàbia a l'entorn de Hechingen, una tercera branca de religió protestant passà a Francònia; posteriorment esdevingueren electors de Brandenburg i reis de Prússia, i van acabar essent emperadors d'Alemanya el 1871.
Amb la caiguda de l'Imperi Alemany l'any 1918, el poder ostentat pels Hohenzollern des de l'Alta Edat Mitjana s'ensorrà. Únicament a Romania una branca menor de la Dinastia mantenia el poder que malgrat tot perdé l'any 1947.
La menció més antiga de la família Hohenzollern data de 1061. Els diferents historiadors de la família afirmen que l'origen reconegut de la família es troba en el Comtat de Zollern i en una branca secundària de la dinastia borgononyona.
El quart comte de Zollern, Frederic III de Nuremberg, fidel servidor de l'emperador Frederic II, emperador romanogermànic, conegut com a Barbarroja, es casà amb Sofia de Raabs, filla del burgravi Conrad II de Nuremberg. La falta de descendència de Conrad feu que la ciutat de Nuremberg passés a mans dels Hohenzollern tal com fou coneguda la família a partir d'aquest moment, any 1192.
Amb la mort de Frederic III de Nuremberg, els seus dos fills es dividiren, en un costum bastant corrent en les diverses famílies reials alemanyes, el territori de Nuremberg. En aquest moment es funden les dues branques principals, ja que mentre Conrad III de Nuremberg funda la branca franconiana, que esdevindrà protestant, Frederic IV de Zollern fundà la branca suàbica, catòlica.

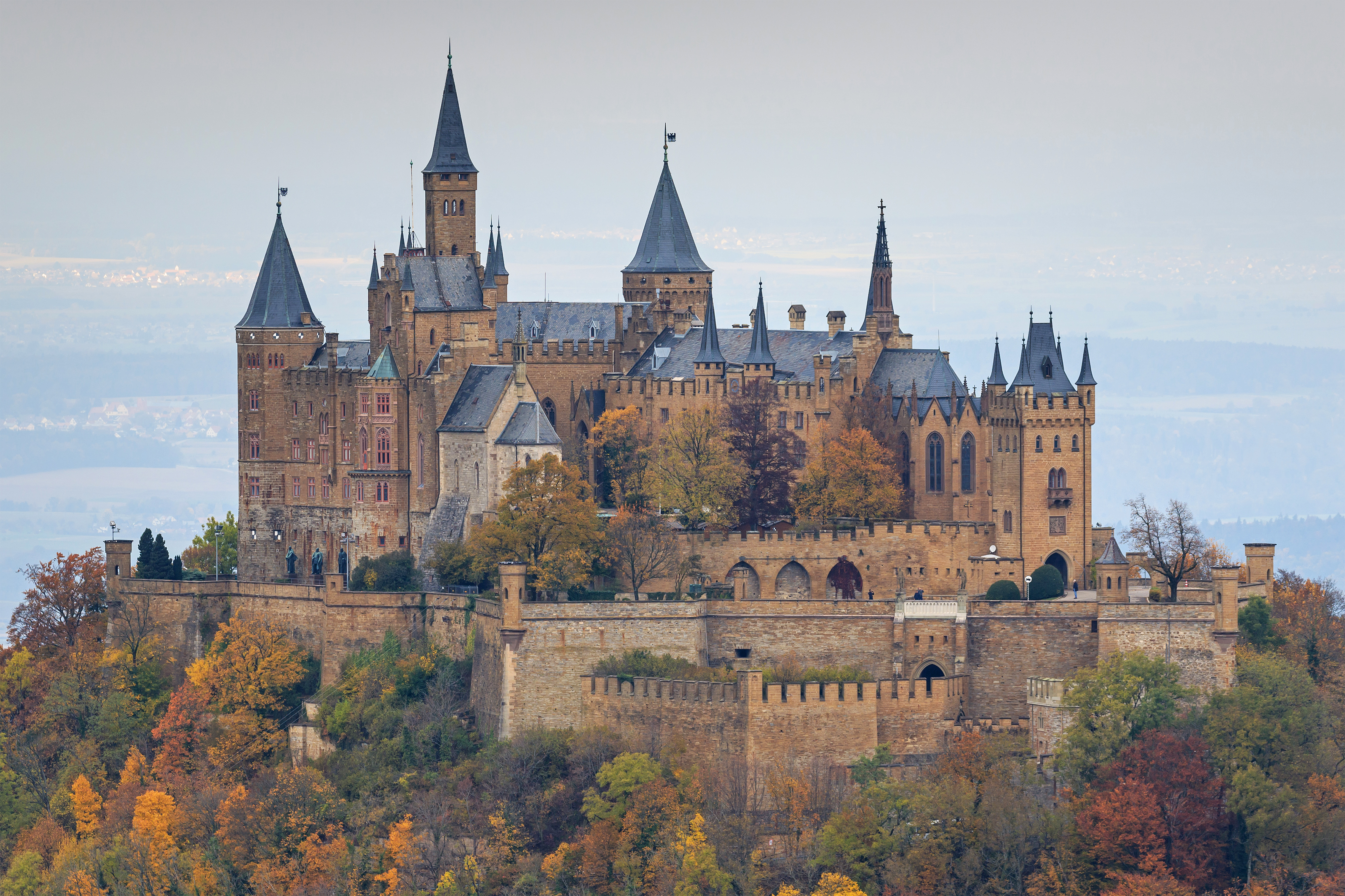
Castell de Hohenzollern, prop de Hechingen, (Alemanya).

Des de Hechigen, els Hohenzollern de Suàbia governaven els petits principats de Hechingen i de Sigmaringen al sud d'Alemanya. Durant la Reforma religiosa del segle xvi, la família romangué en la fe catòlica. Posteriorment, els Hohenzollern de Suàbia es dividiren entre els Hohenzollern-Hechingen que s'extingiren el 1869, i els Hohenzollern-Sigmaringen que encara perviuen.
Amb poc pes específic en la política interna d'Alemanya i amb una pràctica inexistència en el concert internacional, els Hohenzollern saberen mantenir el llinatge reial amb el pas del temps i contraure diferents matrimonis en el si de les grans famílies reials europees -Bèlgica, Saxònia, Suècia o Baviera-.
L'any 1849, els prínceps de Hechigen i de Sigmaringen abdicaren dels seus trons en favor del rei Frederic Guillem IV de Prússia. A canvi, reberen una renda vitalícia i una posició important a la cort de Berlín. Mentre que els Hohenzollern-Hechingen s'extingiren el 1869, els Hohenzollern-Sigmaringen encara perviuen. A més a més, el príncep Carles de Hohenzollern-Sigmaringen esdevingué rei Carles I de Romania; i el príncep Leopold de Hohenzollern-Sigmaringen fou un ferm candidat al tron d'Espanya després de l'enderrocament de la reina Isabel II d'Espanya.
Els Hohenzollern de Francònia iniciaren una política expansionista des del segle xiv. La família comprà i adquirí, a través de matrimoni, importants lots de terres. Així, el 1331 adquirí el territori d'Ansbach i el 1340 el de Kulmbach. Malgrat tot, la principal adquisició fou la de l'Electorat de Brandenburg l'any 1417 i la designació com a prínceps hereus de Prússia el 1618. Fet que feu que la família esdevingués una de les més remarcables del concert polític europeu.
Amb la caiguda de l'Imperi Napoleònic, els Hohenzollern de Prússia reberen una important injecció de nous territoris a la Renània i a Westfàlia. A aquests territoris s'hi sumaren gran part dels territoris de Polònia entre els quals destaca la Posnània i gran part de la Pomerània polonesa. L'any 1871, després de la Guerra dels Ducats, la Guerra austroprussiana i la Guerra francoprussiana, el rei Guillem I de Prússia es convertí en kàiser.
Amb la caiguda de l'Imperi Alemany després de la Primera Guerra Mundial, el kaiser Guillem II de Prússia s'exilià a Haus Doorn als Països Baixos on morí l'any 1941. A la seva mort, el cap de la dinastia esdevingué el príncep Guillem de Prússia que fou substituït pel príncep Lluís Ferran de Prússia. Des de 1994 el príncep Jordi Frederic de Prússia és el cap dels Hohenzollern.

## Ducs i Reis de Prússia
- Joan Segimon de Prússia (1618 - 1619).

- Jordi Guillem de Prússia (1619 - 1640).

- Frederic Guillem I de Prússia (1640 - 1688).

- Frederic I de Prússia (1688 - 1713).

- Frederic Guillem I de Prússia (1713 - 1740).

- Frederic II de Prússia (1740 - 1786).

- Frederic Guillem II de Prússia (1786 - 1797).

- Frederic Guillem III de Prússia (1797 - 1840).

- Frederic Guillem IV de Prússia (1840 - 1861).

- Guillem I de Prússia (1861 - 1888).

- Frederic III de Prússia (1888)

- Guillem II de Prússia (1888 - 1918).

## Caps de la Casa Reial de Prússia
- Guillem II de Prússia (1918 - 1941).

- Guillem de Prússia (1941 - 1951).

- Lluís Ferran de Prússia (1951 - 1994).

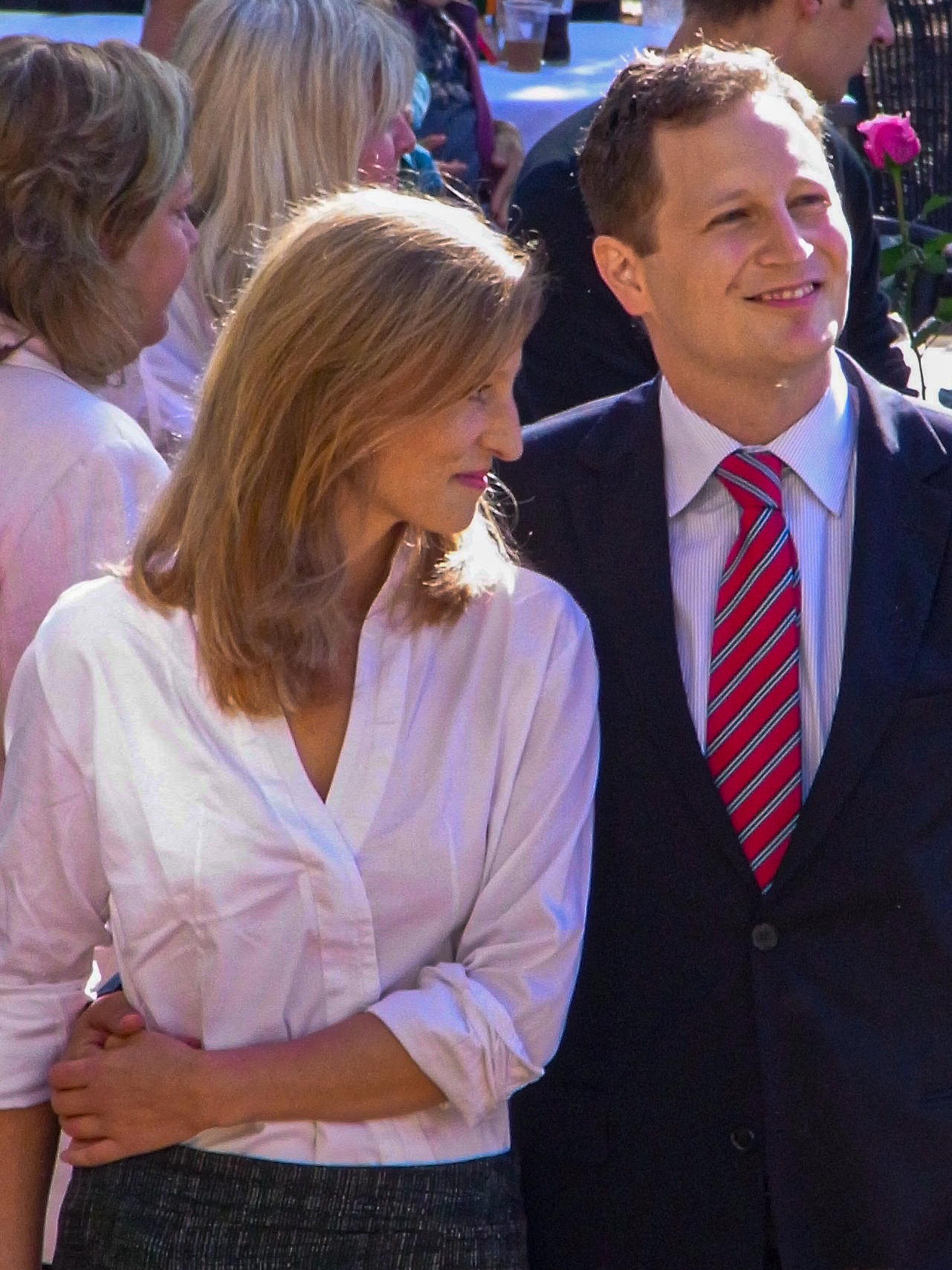
Georg Friedrich, Sophie

- Jordi Frederic de Prússia (1994).
- Georg Friedrich, Sophie

## Reis de Romania
- Carles I de Romania (1866 - 1914)

- Ferran I de Romania (1914 - 1927).

- Miquel I de Romania (1927 - 1930) i (1940 - 1947) i (1947 - endavant).

- Carles II de Romania (1930 - 1940).

## Prínceps de Hohenzollern-Sigmaringen
- Carles II de Hohenzollern-Sigmaringen (1576 - 1606).
- Joan I de Hohenzollern-Sigmaringen (1606 - 1623).
- Joan II de Hohenzollern-Sigmaringen (1623 - 1638).
- Meinrad I de Hohenzollern-Sigmaringen (1638 - 1681).
- Maximilià I de Hohenzollern-Sigmaringen (1681 - 1689).
- Meinrad II de Hohenzollern-Sigmaringen (1689 - 1715).
- Josep I de Hohenzollern-Sigmaringen (1715 - 1769).
- Carles Frederic I de Hohenzollern-Sigmaringen (1769 - 1785).
- Anton Aleix I de Hohenzollern-Sigmaringen (1785 - 1831).
- Carles III de Hohenzollern-Sigmaringen (1831 - 1848).
- Carles Antoni I de Hohenzollern-Sigmaringen (1848 - 1885).
- Leopold de Hohenzollern-Sigmaringen (1885 - 1905).
- Guillem de Hohenzollern-Sigmaringen (1905 - 1927).
- Frederic de Hohenzollern-Sigmaringen (1927 - 1965).
- Frederic Guillem de Hohenzollern-Sigmaringen (1965 - endavant).

## Arbre geneològic

Arbre geneològic dels Hohenzollern